# Đường sắt ở Ý
Hệ thống đường sắt Ý là một trong những loại hình giao thông quan trọng nhất của cơ sở hạ tầng của Ý, với tổng chiều dài là 24.227 km (15.054 mi) trong đó chiều dài các tuyến hiện đang hoạt động là 16.723 km.  Mạng lưới đường sắt này gần đây đã phát triển với việc xây dựng mạng lưới đường sắt cao tốc mới. Ý là thành viên của Liên minh Đường sắt Quốc tế (UIC). Mã quốc gia của Ý là 83.

## Mạng lưới
RFI (Rete Ferroviaria Italiana, Đường sắt Ý) là một nhà quản lý cơ sở hạ tầng đường sắt thuộc sở hữu của nhà nước quản lý hầu hết cơ sở hạ tầng đường sắt của Ý. Tổng chiều dài của các tuyến đường sắt đang hoạt động thuộc RFI là 16.723 km (10.391 mi),  trong đó 7.505 km (4.663 mi) là đường sắt đôi. Các tuyến được chia thành 3 loại:

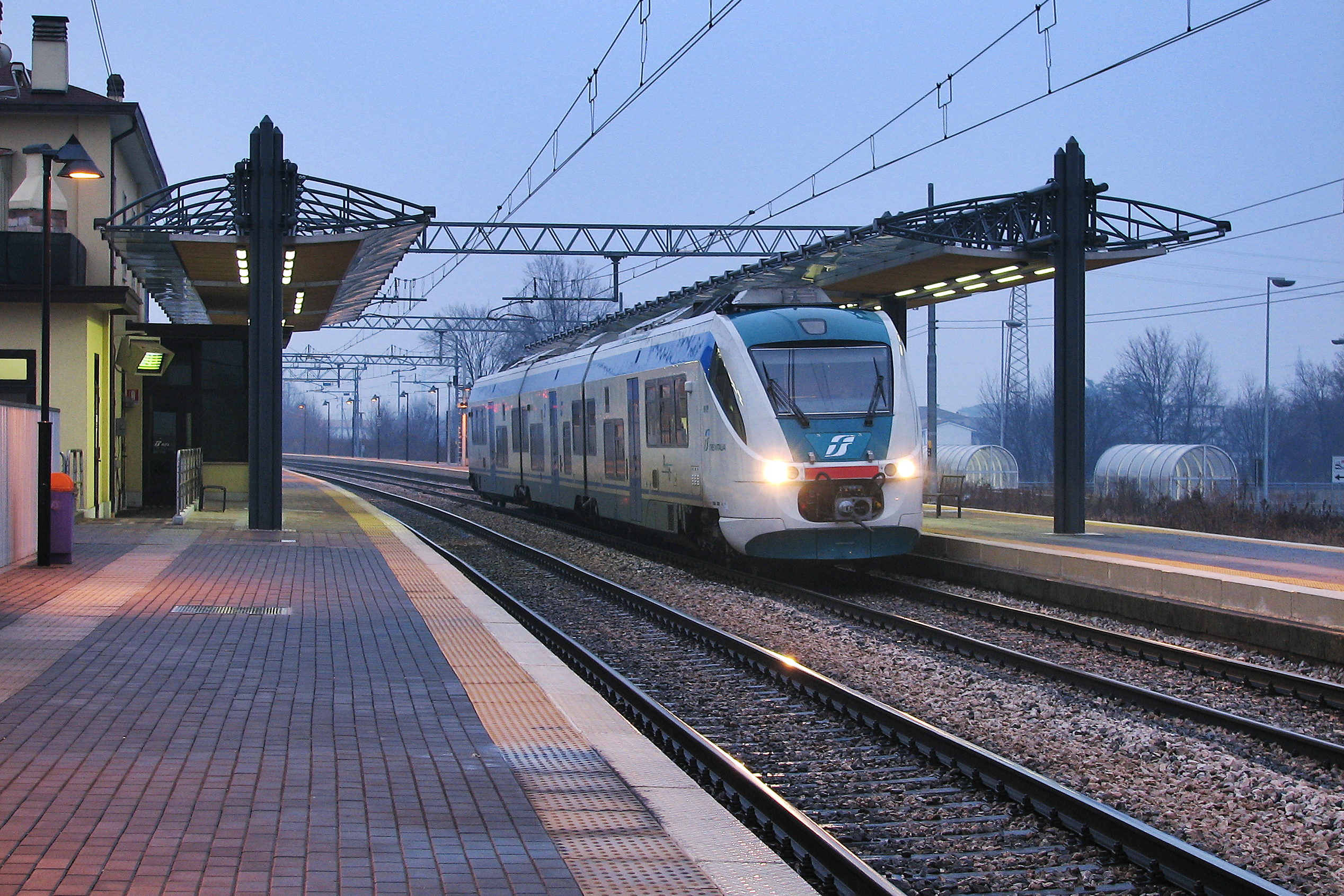
Một chuyến tàu địa phương tại Ý

- các tuyến cơ bản (fondamentali), có lưu lượng  lớn và chất lượng cơ sở hạ tầng tốt, bao gồm tất cả các tuyến chính giữa các thành phố của cả nước. Các tuyến cơ bản có tổng chiều dài là 6.131 km (3.810 mi).
- các tuyến đường sắt phụ (conlementari), có lưu lượng ít hơn và có nhiệm vụ kết nối các khu vực trung tâm vừa hoặc nhỏ. Hầu hết các tuyến này đều sử dụng đường đơn và một trong số đó chưa được điện khí hóa.
- Các tuyến đường sắt nối (di nodo), nối các tuyến đường sắt phụ và cơ bản gần các khu vực đô thị với tổng số chiều dài là 936 km (582 mi).[6]

Phần lớn mạng lưới của Ý được điện khí hóa với chiều dài là 11.921 km (7.407 mi). Hệ thống điện 3 kV điện một chiều thường sử dụng trên các tuyến đường sắt thường và 25 KV điện xoay chiều trên đường sắt cao tốc. Mạng lưới đường sắt Ý cũng bao gồm các tuyến đường sắt nhỏ khác do các công ty khác vận hành, ví dụ như Ferrovie Emilia Romagna và Ferrovie del Sud Est với tổng chiều khoảng 3.000 m.

## Lịch sử
Tuyến đường sắt đầu tiên ở Ý là tuyến Napoli - Porticivà được xây dựng vào năm 1839 để nối cung điện hoàng gia Napoli với vùng ven biển. Sau khi Vương quốc Ý được thành lập năm 1861, một dự án đã được bắt đầu để xây dựng một mạng lưới đường sắt từ dãy Anpơ đến Sicilia.
Chuyến tàu cao tốc đầu tiên là ETR 200 của Ý vào tháng 7 năm 1939 đi từ Milano đến Firenze với tốc độ là 165 km/h (103 mph), tốc độ tối đa là 203 km/h (126 mph). Với dịch vụ này, đường sắt đã có thể cạnh tranh với các dịch vụ hàng không. Tuy vậy, Chiến tranh thế giới thứ hai đã làm dịch vụ này phải ngừng lại.
Sau Chiến tranh thế giới thứ hai, Ý bắt đầu công việc sửa chữa các tuyến đường sắt bị hư hại và xây dựng gần 20.000 km (12.000 mi) đường sắt mới.
Ngày nay, cơ sở hạ tầng và đường sắt do Rete Ferroviaria Italiana (RFI) trong khi phần tàu và tàu khách chủ yếu do Trenitalia quản lý. Cả hai đều là công ty con của Ferrovie dello Stato (FS), từng là nhà điều hành tàu hỏa duy nhất ở Ý.

### Đường sắt cao tốc

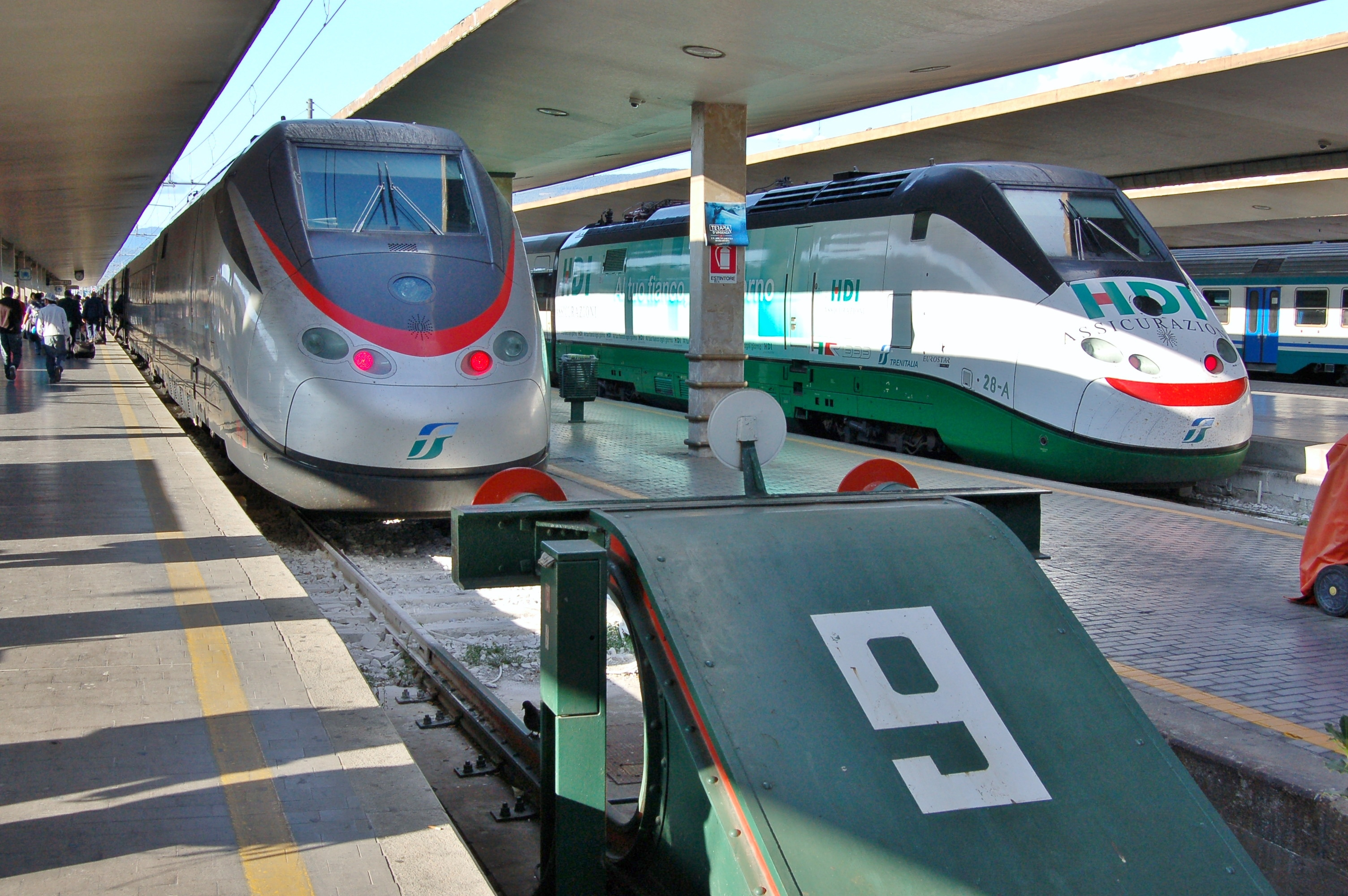
FS ETR 500 trong tại Ga Firenze S.M.N

Tàu cao tốc được phát triển trong những năm 1960. Đầu máy E444 là đầu máy tiêu chuẩn đầu tiên có tốc độ tối đa là 200 km/h (120 mph), còn tàu điện động lực phân tán ALe 601 (EMU) đạt tốc độ 240 km/h (150 mph) trong một lần chạy thử. Các đoàn tàu EMU khác như ETR 220, ETR 250 và ETR 300, cũng được cải tiến để có tốc độ lên đến 200 km/h (120 mph). Hệ thống phanh của các đầu máy đã được cải thiện thêm để phù hợp với tốc độ di chuyển ngày càng tăng.

Vào ngày 25 tháng 6 năm 1970, đã khởi công xây dựng tuyến đường sắt cao tốc Roma - Florence Diresttissima, nó là tuyến đường sắt cao tốc đầu tiên ở Ý. Nó có chiều dài là 5.375 kilômét (3.340 mi), trong đó có cây cầu bắc qua sông Paglia là cây cầu dài nhất ở châu Âu. Công trình được hoàn thành vào những năm 1990.

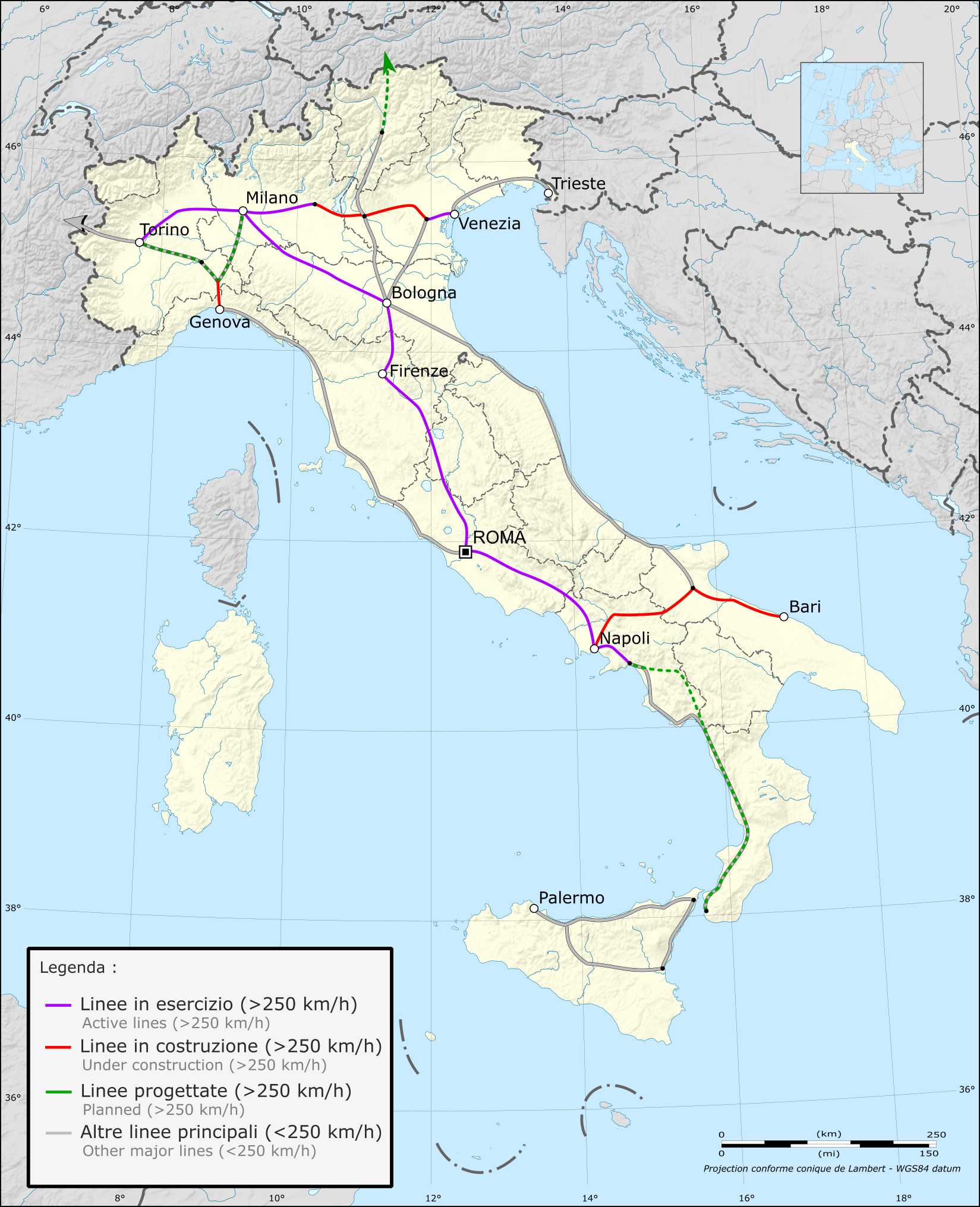
Bản đồ mạng lưới đường sắt tốc độ cao của Ý

Năm 1975, một chương trình cải tiến rộng rãi đầu máy toa xe đã được đưa ra. Tuy nhiên, do quyết định tập trung nhiều hơn vào giao thông địa phương này đã gây ra sự di chuyển nguồn lực từ các dự án đường sắt cao tốc đang thực hiện, dẫn đến việc các dự án này bị chậm tiến độ hoặc trong một số bị bỏ dở hoàn toàn. Do đó, 160 đầu máy điện E.656 và 35 đầu máy D.345 cho giao thông vừa và trung đã được mua lại, cùng với 80 đoàn tàu EMU ALe 801/940, 120 đầu máy diesel ALn 668. Khoảng 1.000 toa tàu khách và 7.000 toa chở hàng cũng đã được mua.
Vào những năm 1990, dự án Treno Alta Velocità (Viết tắt:TAV) bắt đầu được xây dựng, một mạng lưới tốc độ cao mới trên các tuyến Milan - (Bologna – Florence – Roma – Napoli) - Salerno, Turin - (Milano – Verona – Venice) - Trieste và Milano – Genoa. Hầu hết các tuyến theo kế hoạch đã được khánh thành, trong khi các tuyến đường sắt quốc tế nối với Pháp, Thụy Sĩ, Áo và Slovenia hiện đang được xây dựng.
Phần lớn tuyến Roma - Napoli đã được khánh thành vào tháng 12 năm 2005, tuyến Turin - Milano được khánh thành một đoạn vào tháng 2 năm 2006 và tuyến đường sắt Milano - Bologna đã được khánh thành vào tháng 12 năm 2008. Các đoạn còn lại của tuyến Roma – Napoli, tuyến Turin – Milano và tuyến Bologna – Florence đều được hoàn thành vào tháng 12 năm 2009. Tất cả các tuyến này được thiết kế với tốc độ lên đến 300 km/h (190 mph).

## Đường sắt quốc tế đến các nước khác
Tất cả các tuyến đường sắt này đều có cùng một khổ ray.
- Áo  — chuyển dòng điện thành 3 kV DC hoặc 15 kV AC
- Pháp — chuyển dòng điện thành 3 kV DC/25 kV AC hoặc 1.5 kV DC
- Slovenia — cùng dòng điện
- Thụy Sĩ — chuyển dòng điện thành 3 kV DC hoặc 15 kV AC (cộng thêm hai tuyến đường sắt khổ hẹp, cùng dòng điện)
- Thành phố Vatican — từ Roma đến ga San Pietro, đoàn tàu đến Vatican phải được kéo bằng đầu máy diesel.
- San Marino — đã đóng cửa, đường sắt khổ hẹp.

Các nhà ga trên đường biên giới với các nước là:
- Ventimiglia là nhà ga biên giới trên tuyến chính Genoa - Nice.
- Modane là một nhà ga biên giới trên tuyến chính Turin - Lyon.
- Domodossola là nhà ga biên giới của tuyến chính Milan - Bern / Geneva (tuyến đường hầm Simplon).
- Luino là một nhà ga biên giới trên tuyến đường sắt Oleggio – Pino.
- Chiasso là đồn biên phòng của tuyến chính Milan - Zürich ( tuyến Đường hầm Gotthard).
- Tirano là ga cuối ở phía Ý của 1.000 mm (3 ft 3+3⁄8 in) Dòng Bernina của Rhätische Bahn.
- Brenner là một nhà ga trên tuyến chính Verona - Innsbruck (đường sắt Brenner)
- San Candido là một nhà ga trên tuyến phụ Fortezza - Lienz.
- Tarvisio Boscoverde là một nhà ga trên tuyến chính Venezia - Wien (Đường sắt phía Nam Áo).
- Ga Gorizia Centrale đóng vai trò là nối với đường sắt ở Slovenia, thông qua ga Nova Gorica có thể đi thẳng vào bằng đường đi bộ từ phía Ý.
- Ga Villa Opicina (Villa Opicina, Trieste ) đóng vai trò nối với đường sắt ở Slovenia, thông qua các nhà ga Sežana và Repentabor.

## Tài trợ
Đường sắt Ý được chính phủ tài trợ một phần, nhận được 8,1 tỷ euro tiền tài trợ vào năm 2009. 

## Các nhà ga chính

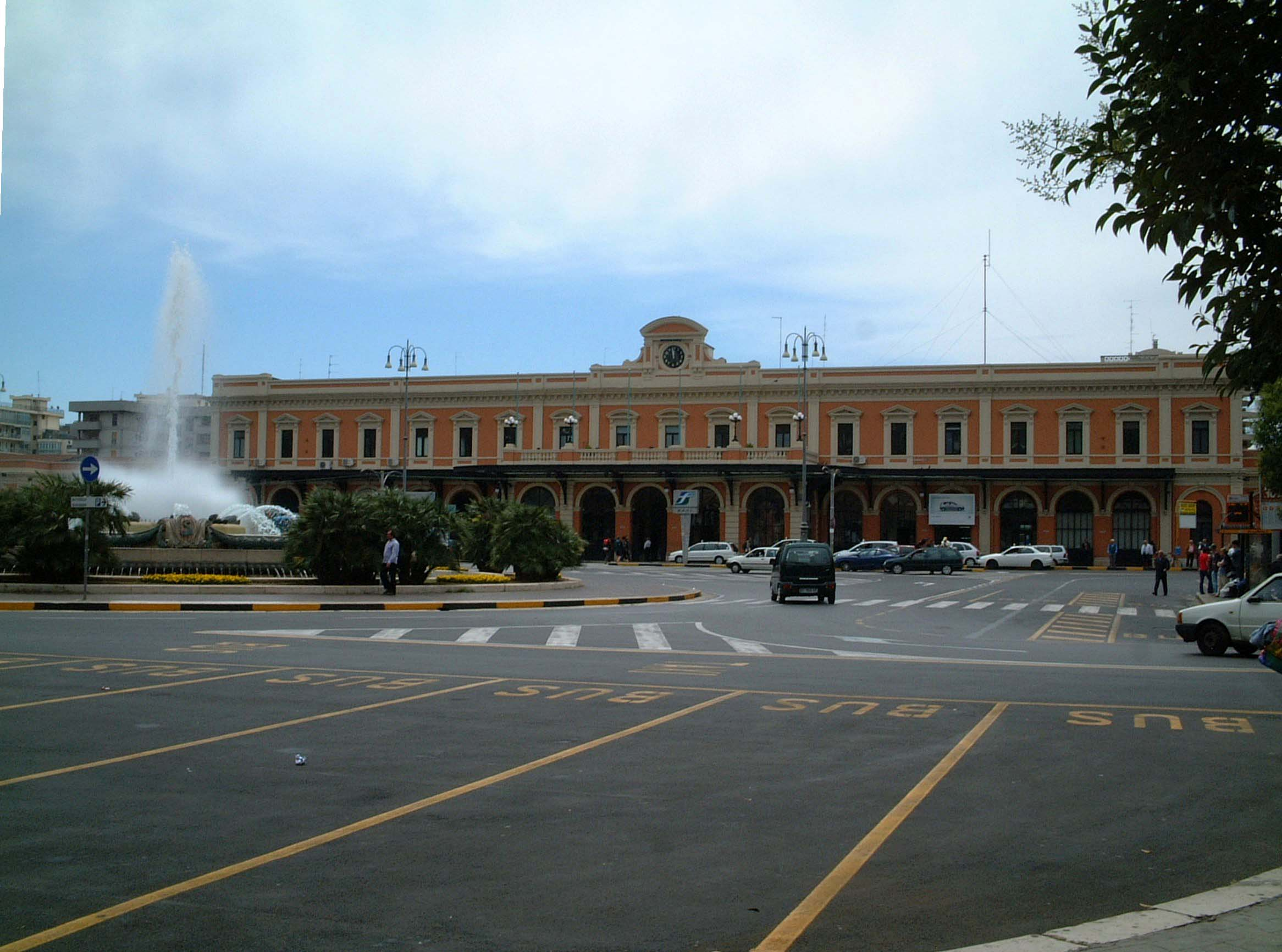
Ga Trung tâm Bari, Bari
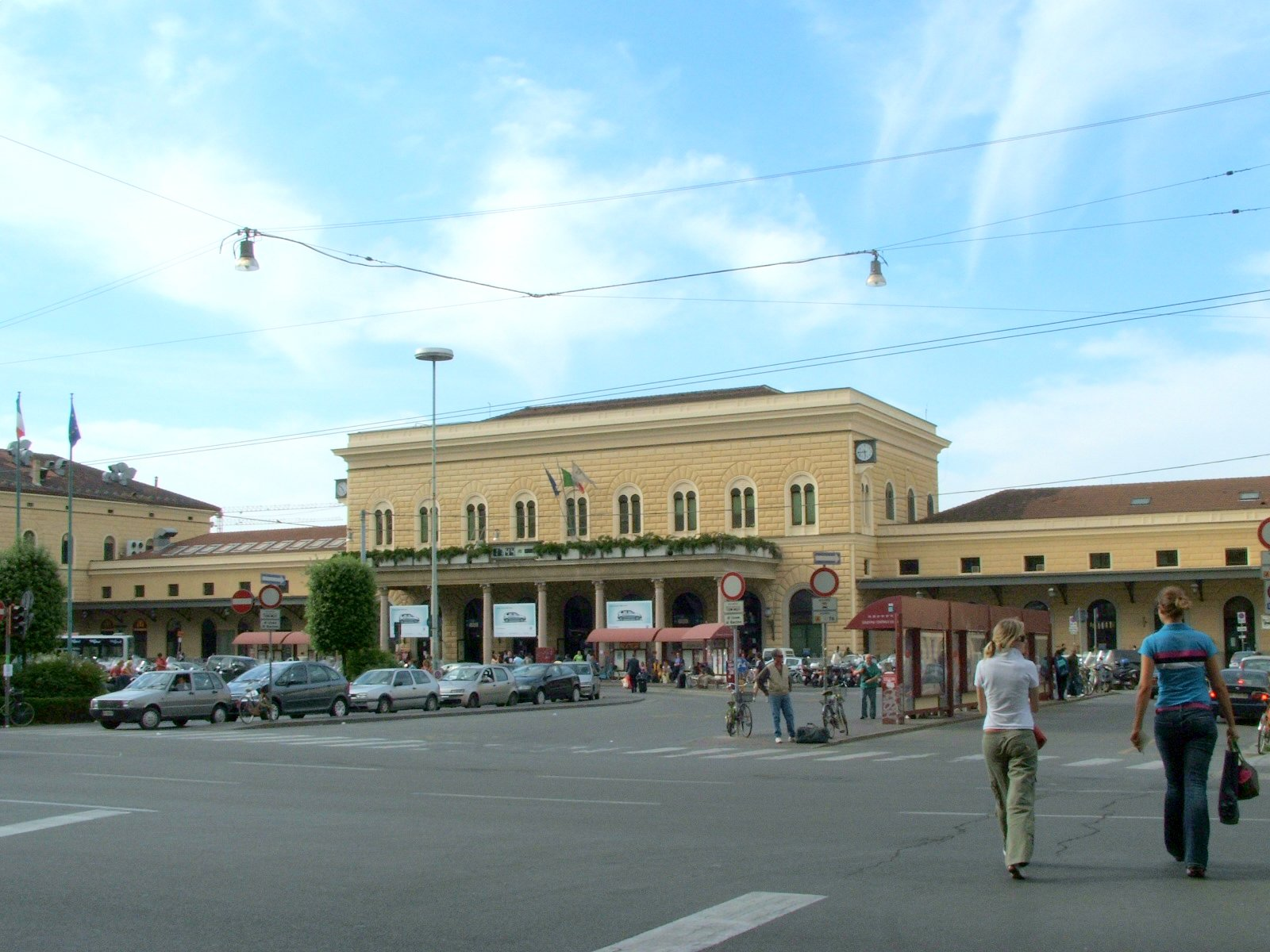
Ga Trung tâm Bologna, Bologna
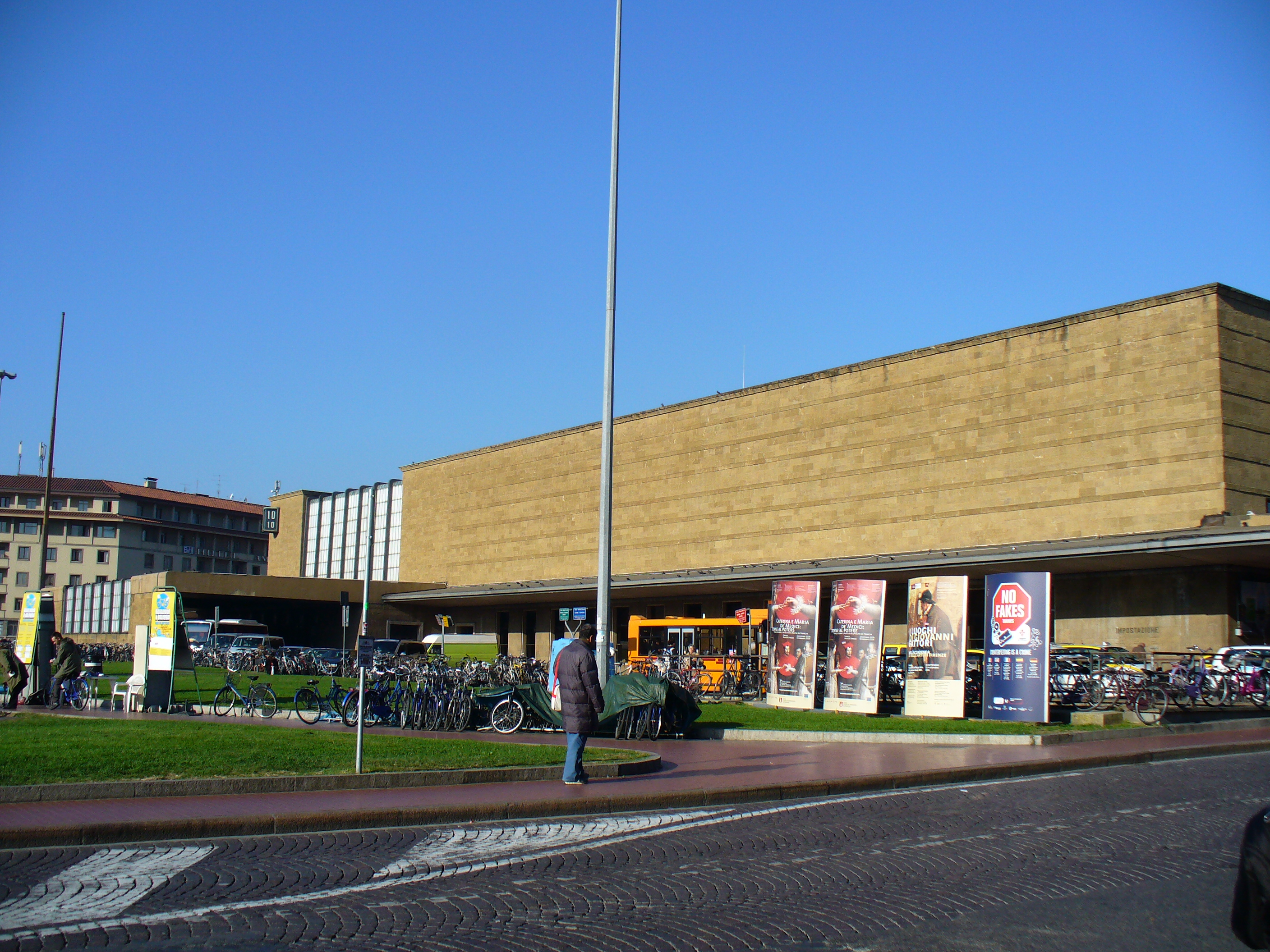
Ga Firenze Santa Maria Novella, Florence
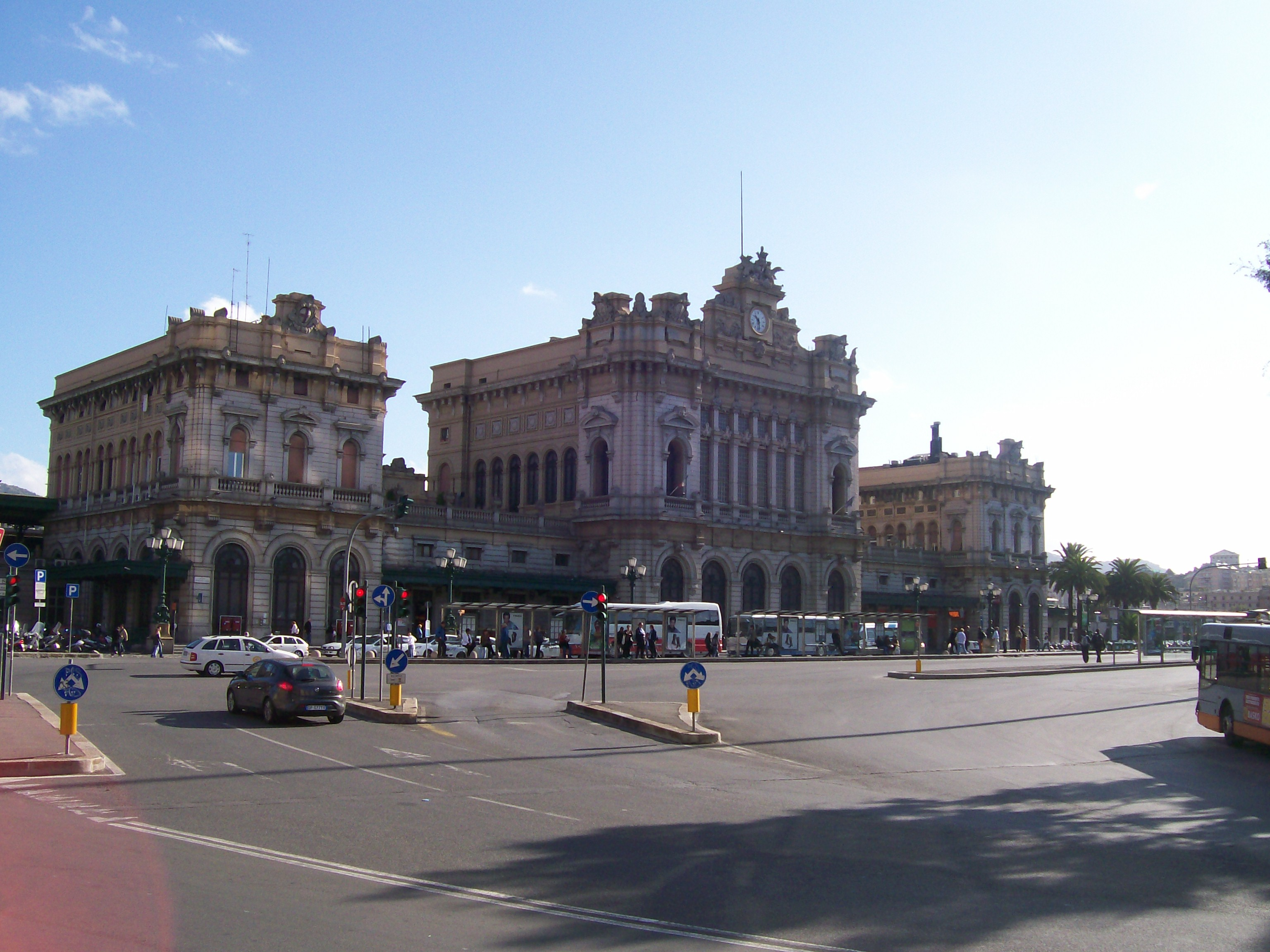
Ga Genova Brignole, Genoa
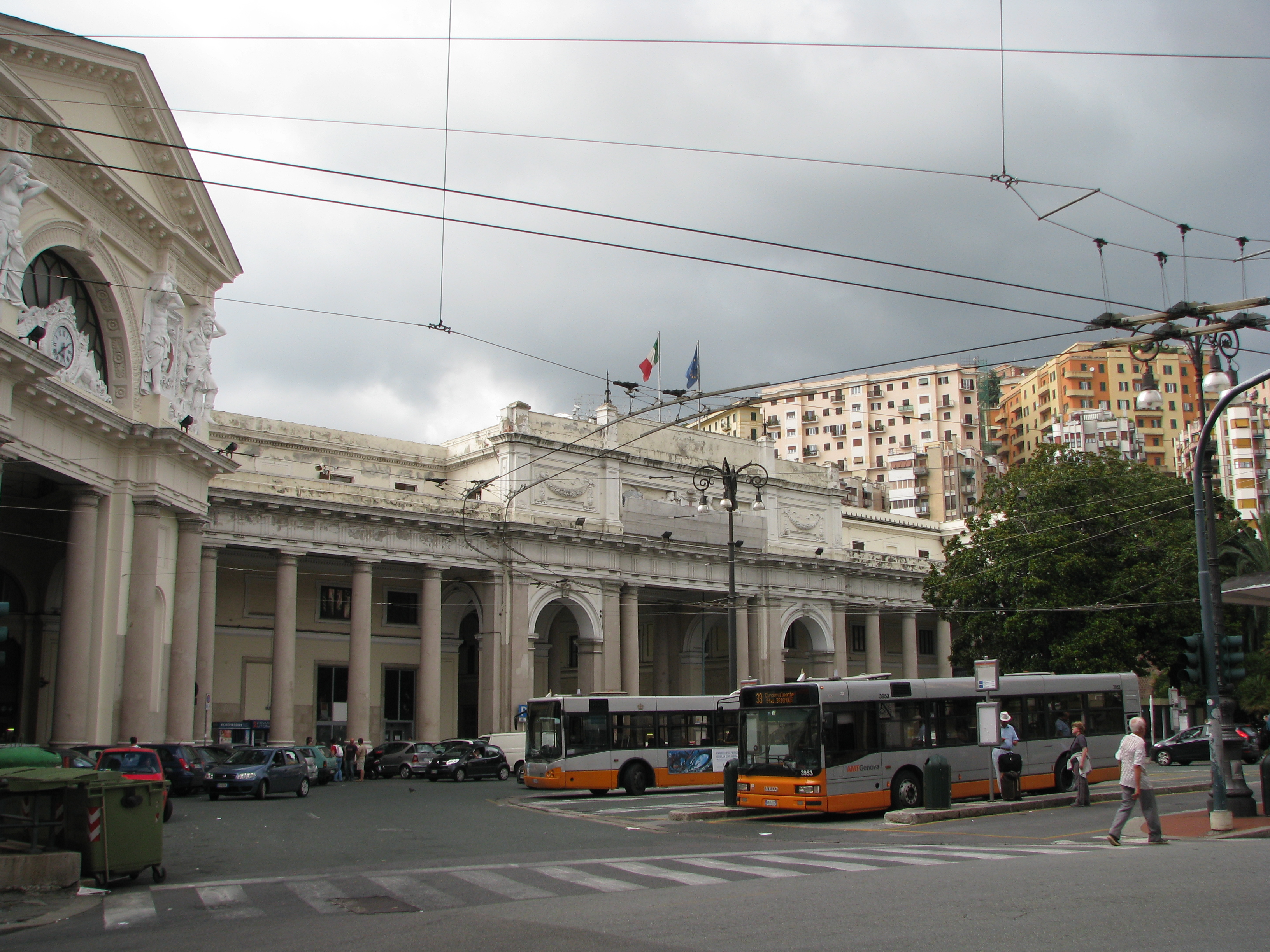
Ga Genova Piazza Principe, Genoa
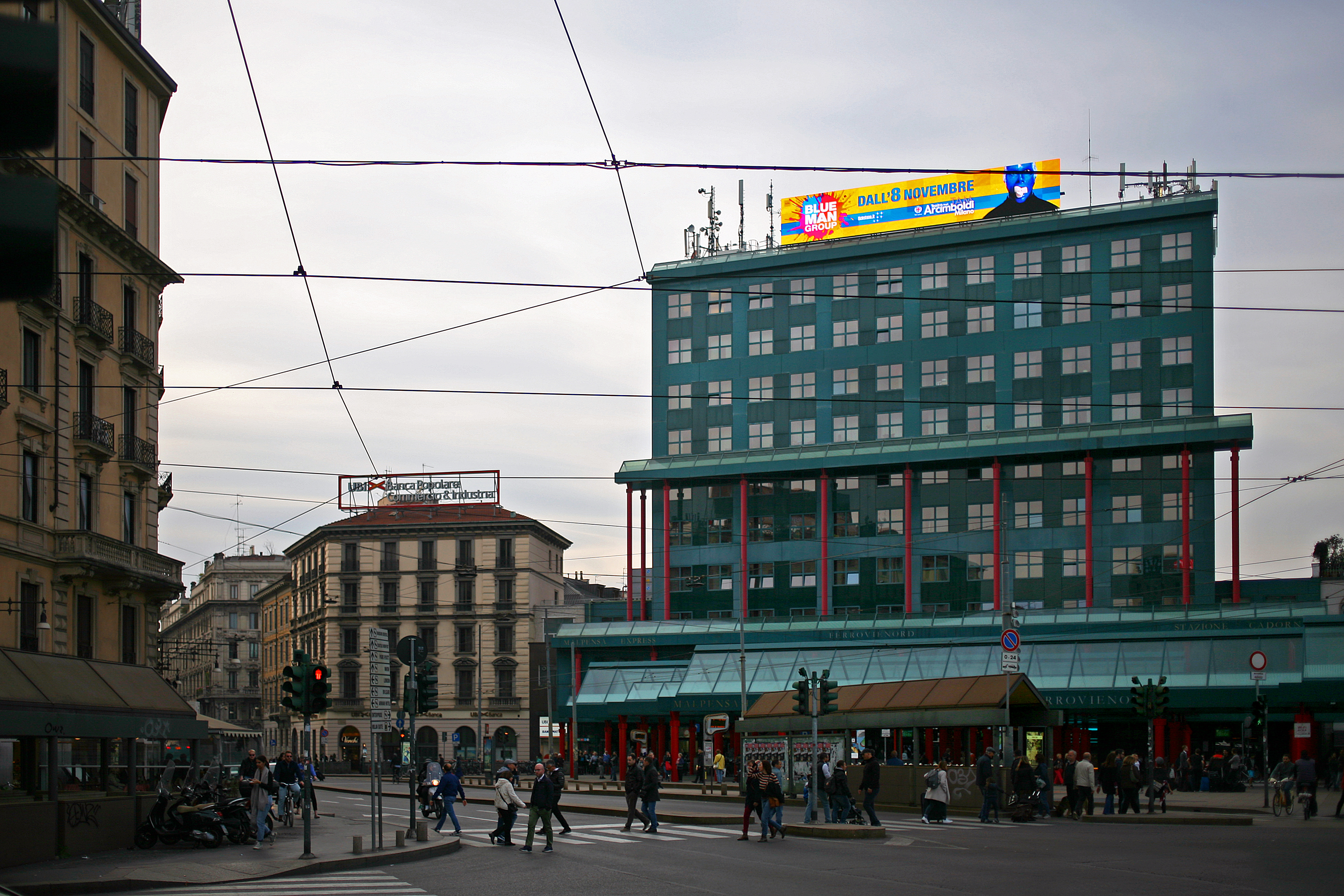
Ga Milano Cadorna, Milano
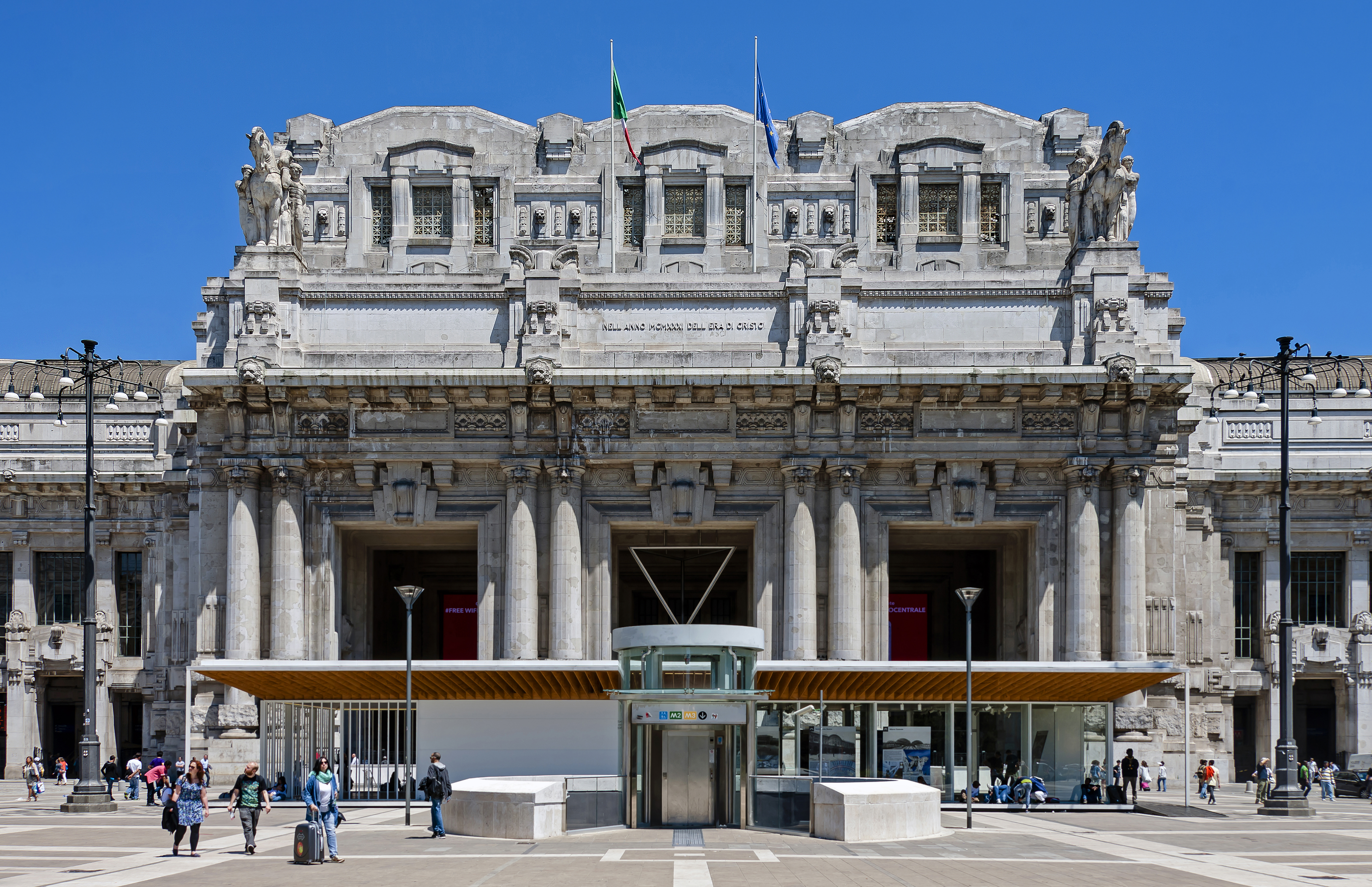
Nhà ga Trung tâm Milano, Milan
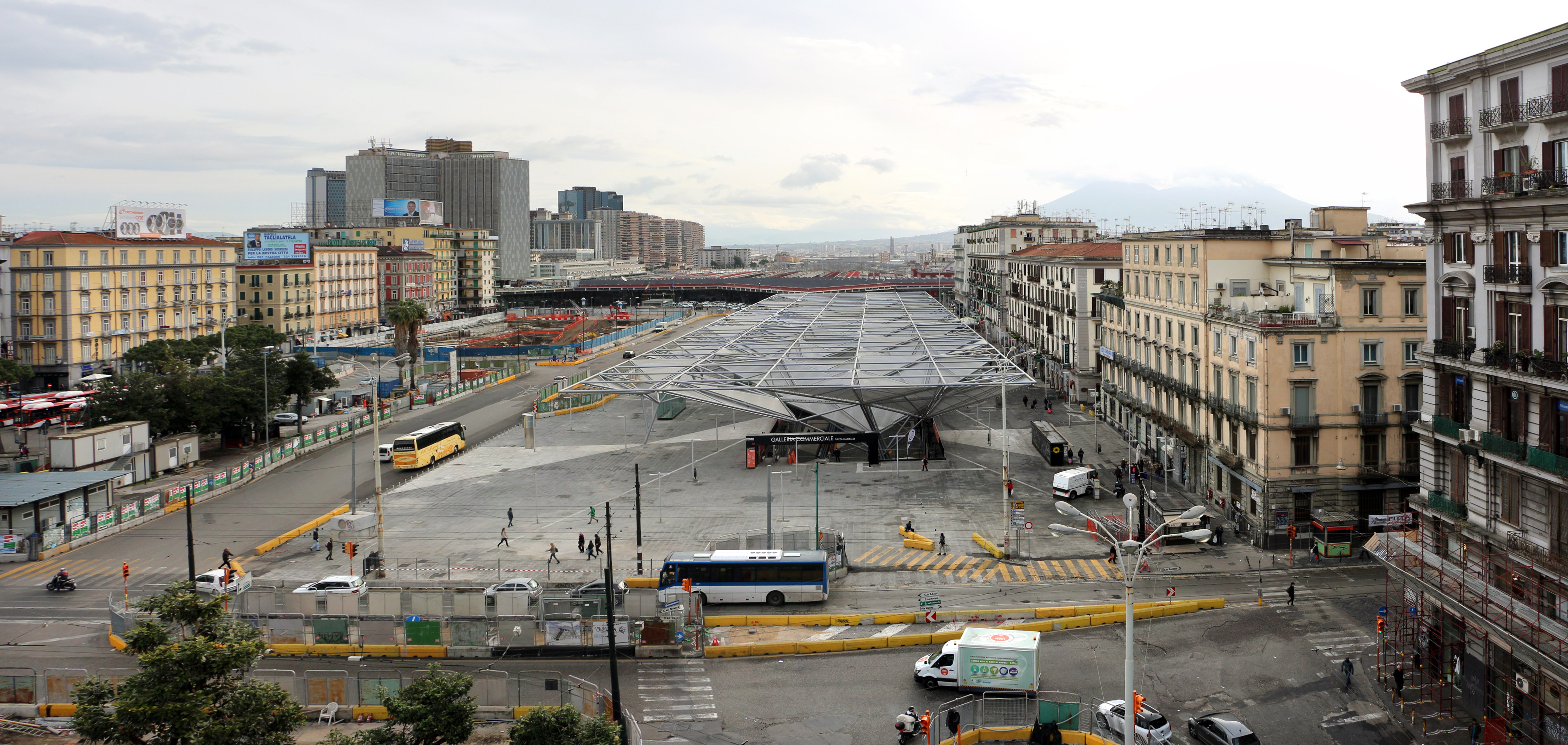
Ga Trung tâm Napoli, Naples
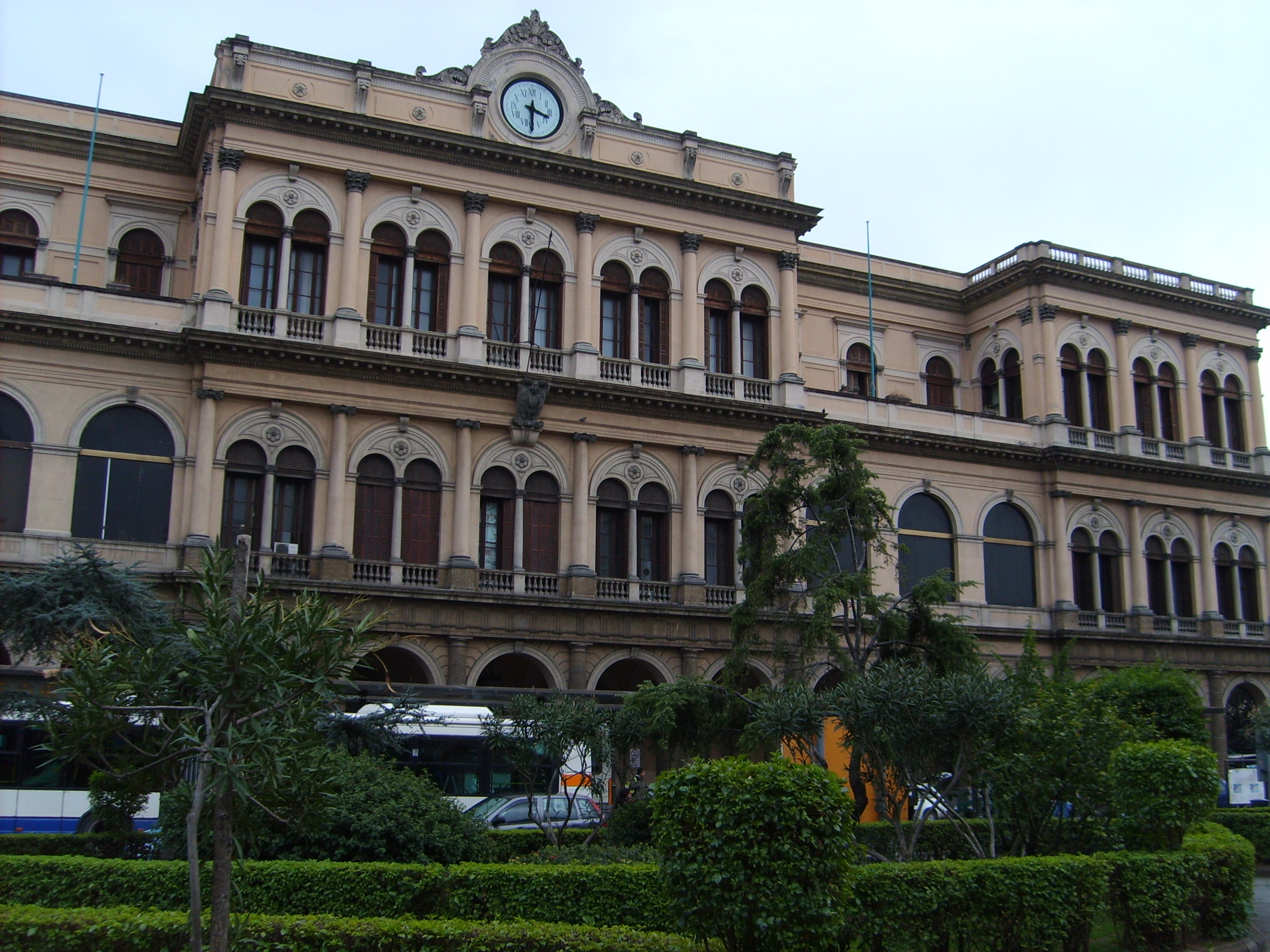
Ga Trung tâm Palermo, Palermo
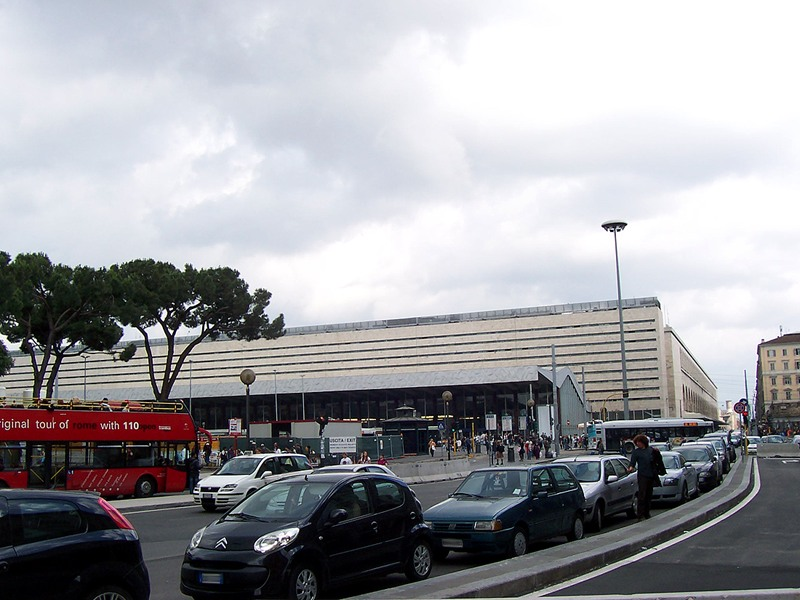
Ga Roma, Rome
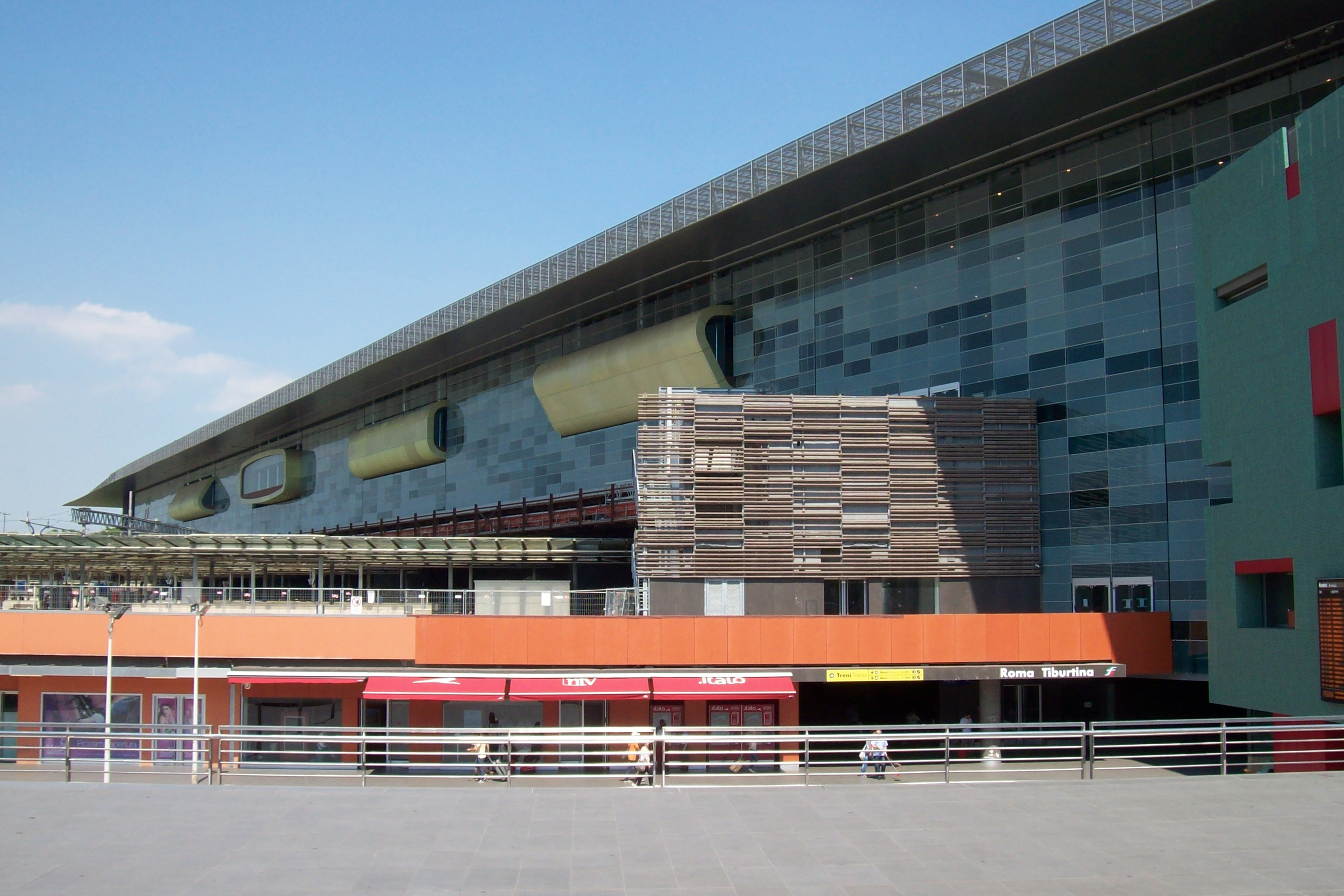
Ga Roma Tiburtina, Rome
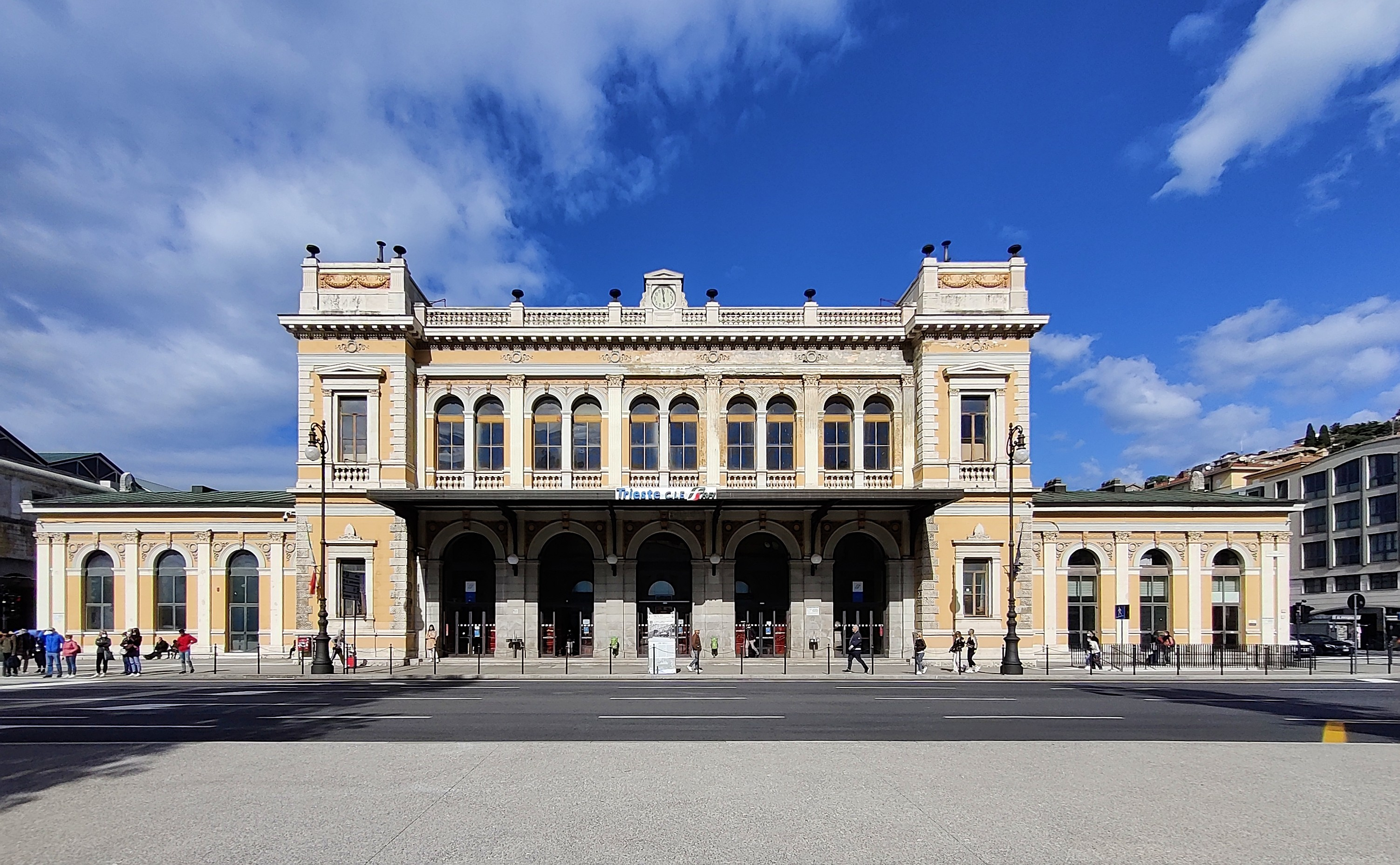
Ga Trung tâm Trieste, Trieste
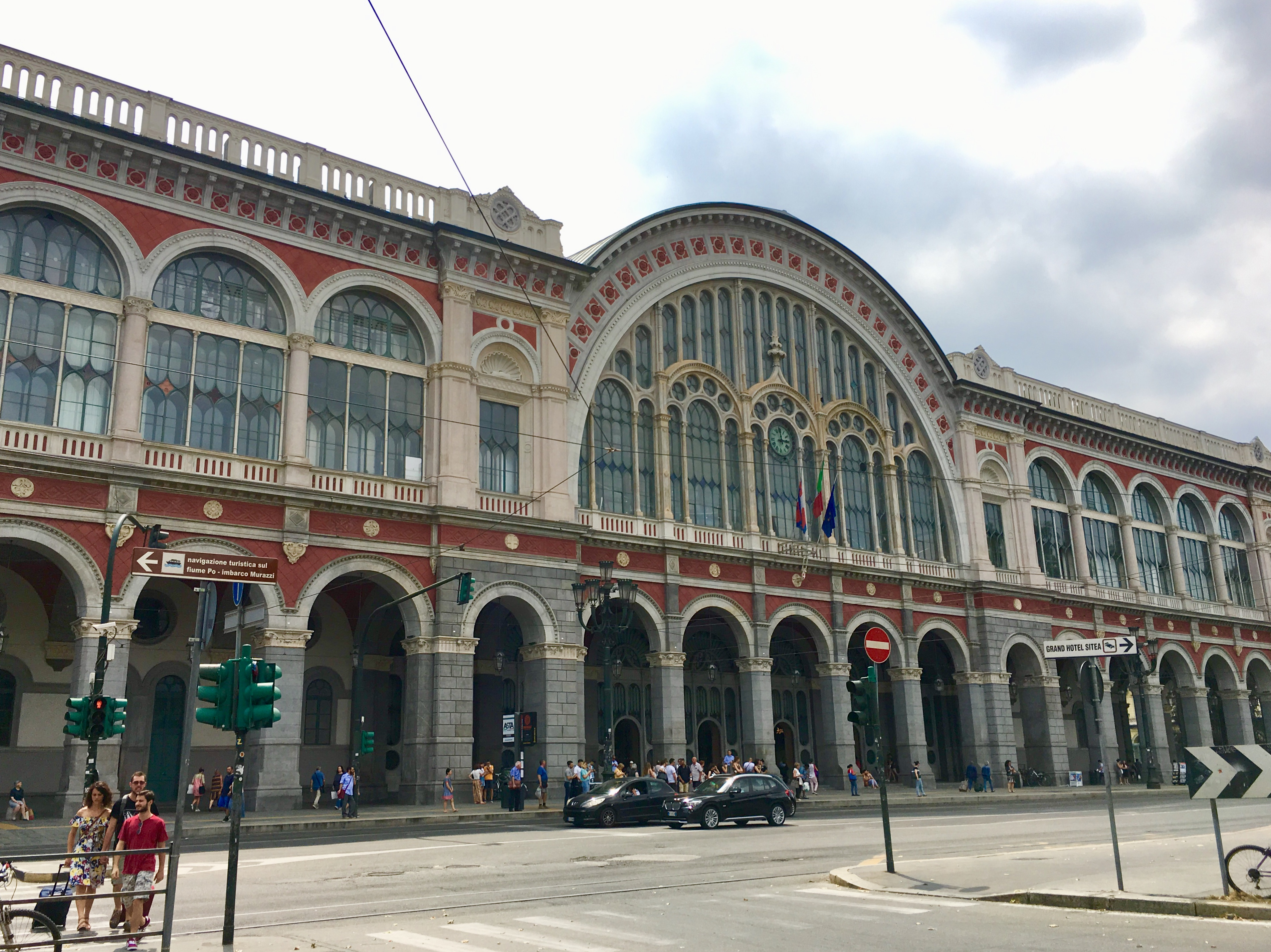
Ga Turin Porta Nuova,Turin
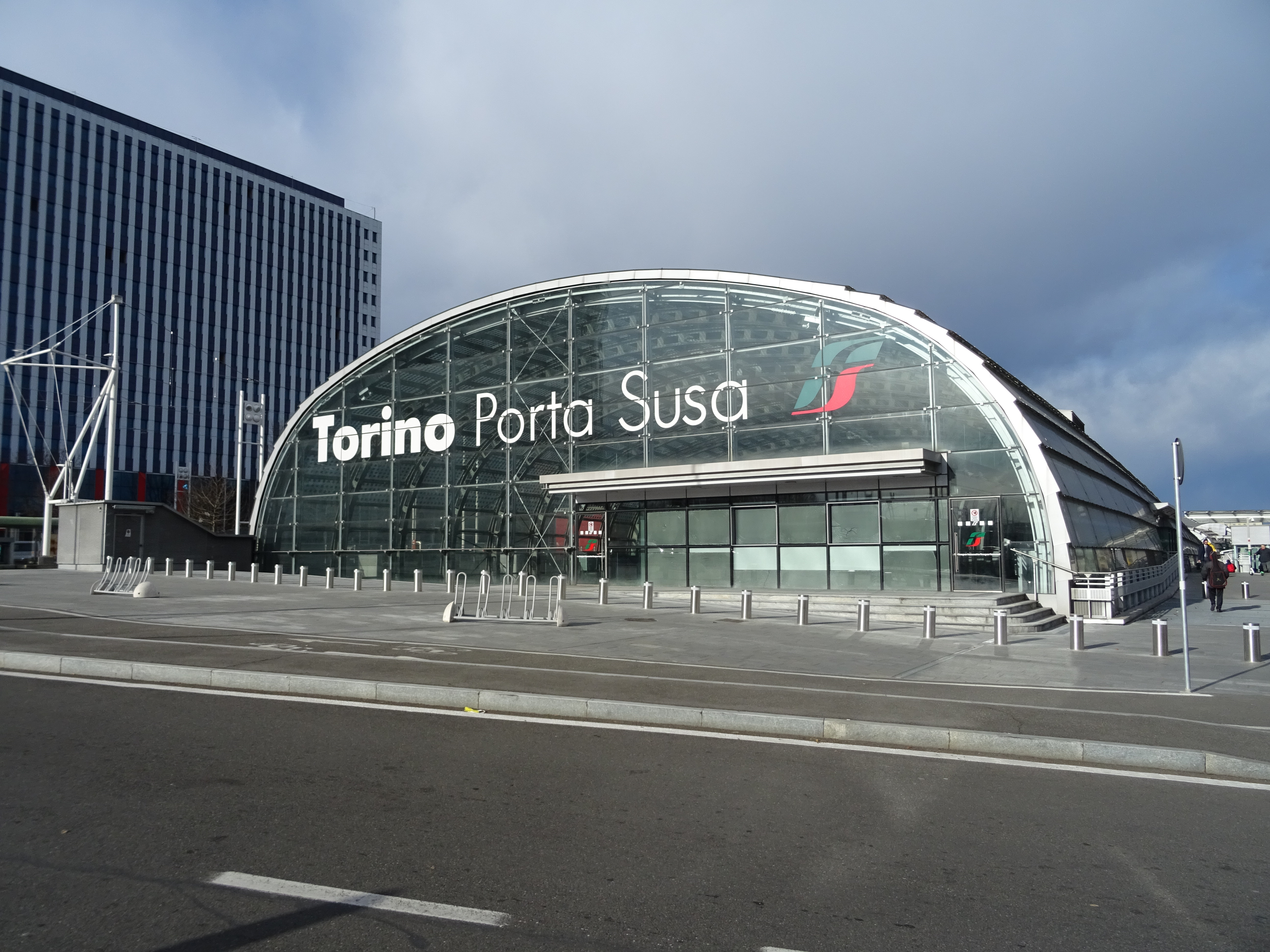
Ga Torino Porta Susa, Turin
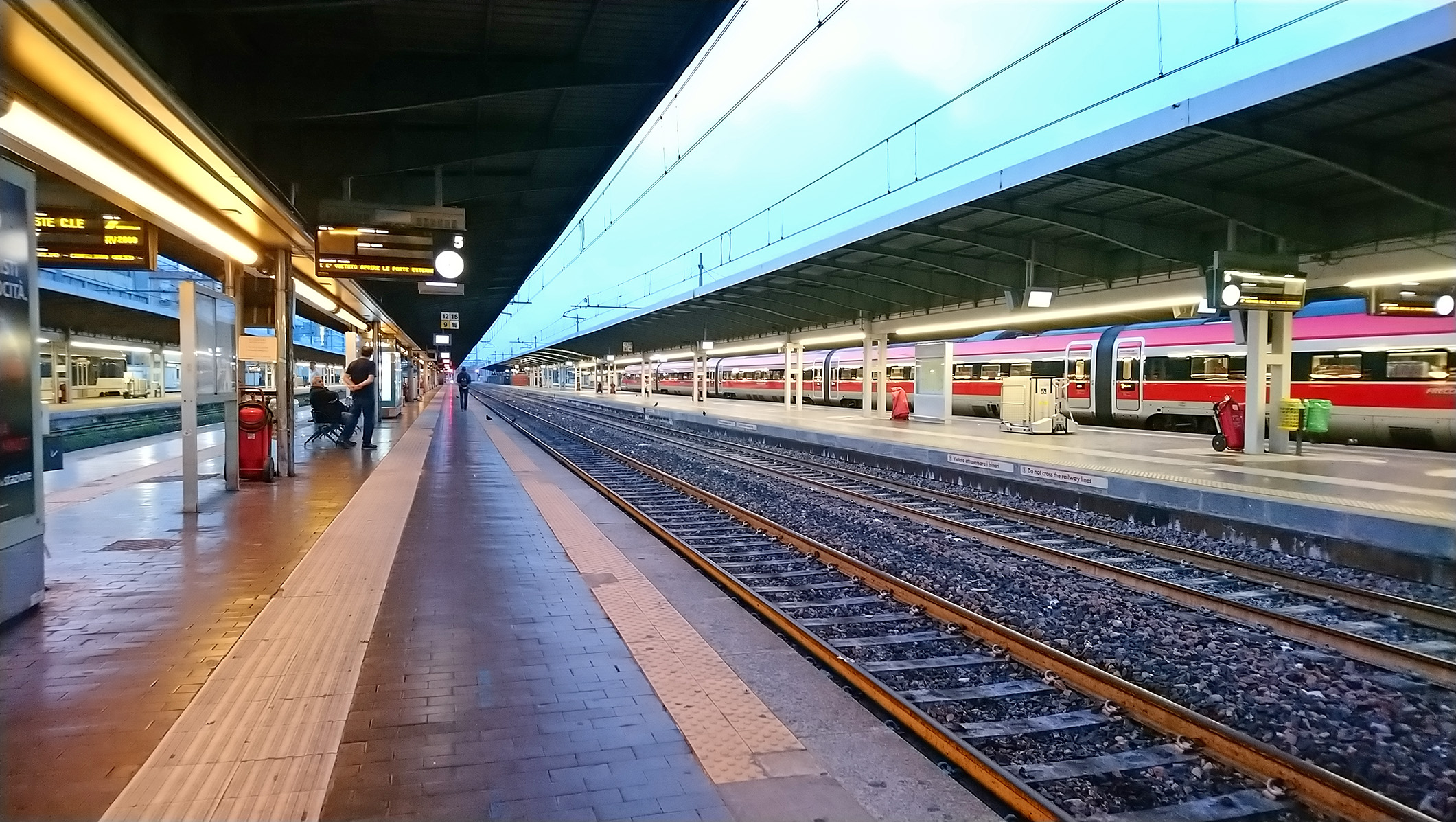
Ga Venezia Mestre, Venice
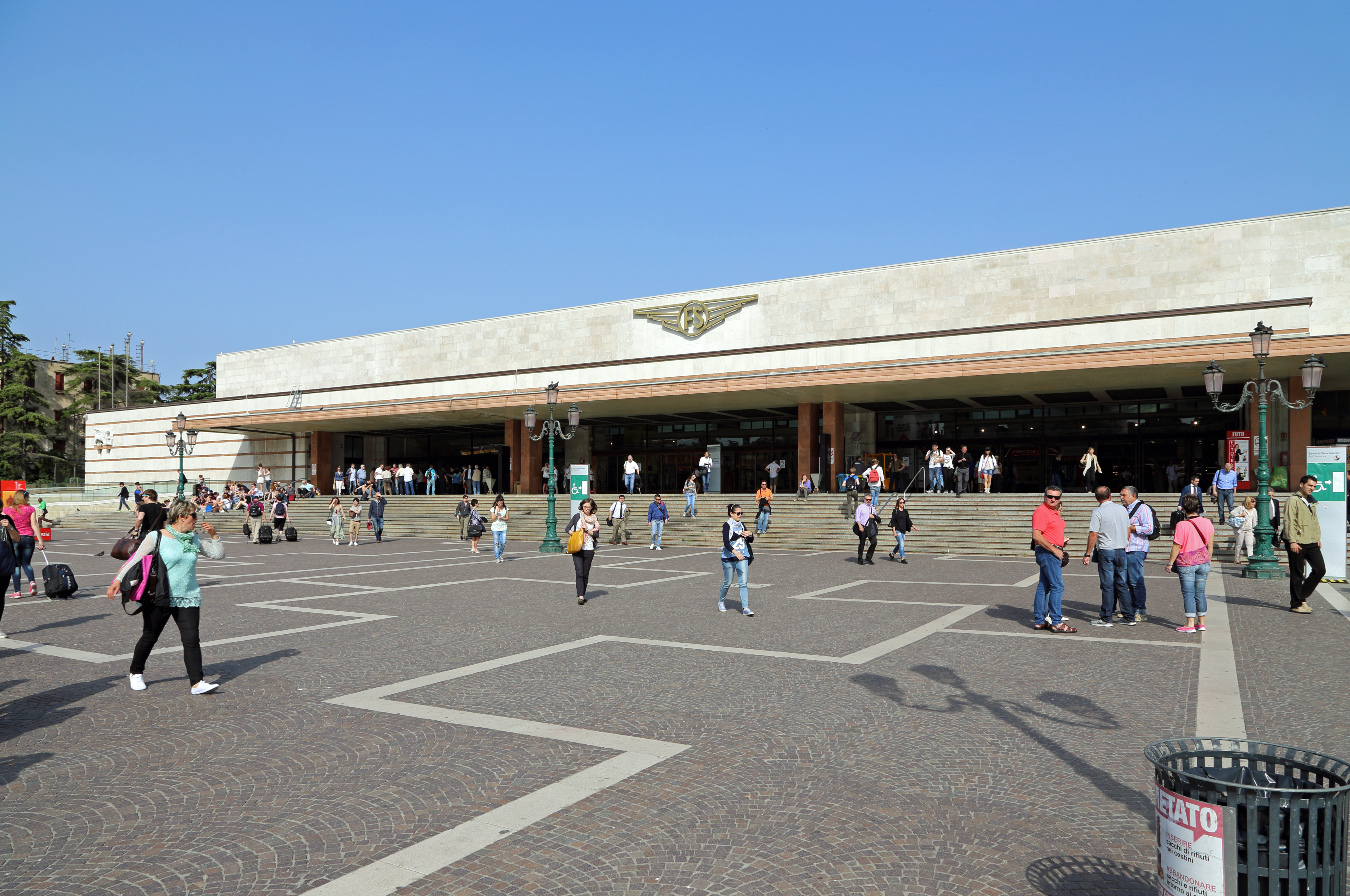
Ga Venezia Santa Lucia, Venice
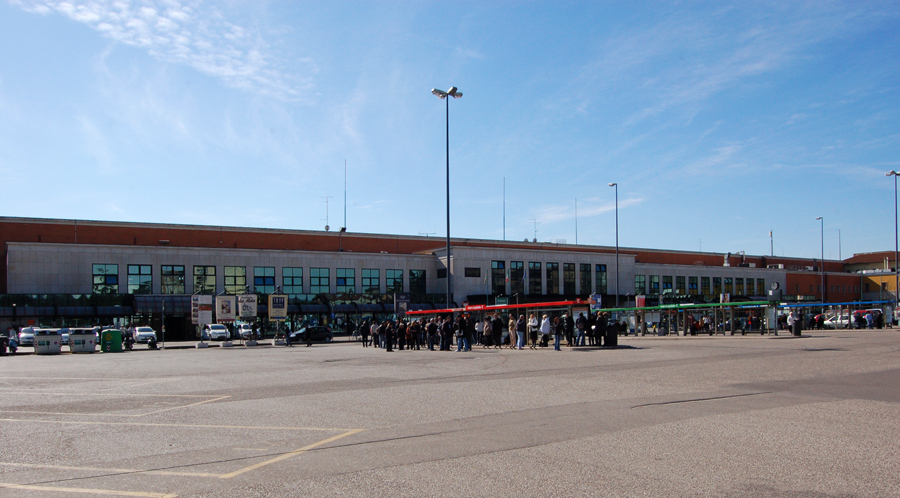
Ga Verona Porta Nuova, Verona